# Прикордонні бандити
«Прикордонні бандити» (англ. Border Bandits) — вестерн 1946 року режисера Ламберта Гілльйєра.    Це дев'ятнадцята стрічка із серії фільмів про маршала "Неваду" Джека Маккензі. У головних ролях знялись Джонні Мак Браун, Реймонд Гаттон, Райлі Гілл, Роза дель Розаріо та Джон Мертон.

## У ролях
- Джонні Мак Браун — "Невада" Джек Маккензі
- Реймонд Гаттон — Сенді Гопкінс
- Райлі Гілл — Стів Галлідей
- Роза дель Росаріо — Селія
- Джон Мертон — Спайк
- Том Квінн — Пеппер
- Френк Ла Рю — Джон Холлідей
- Стів Кларк — Док Боулз
- Чарльз Стівенс — Хосе
- Лусіо Віллегас — Гонсалес
- Бад Осборн — Дач
- Пет Р. МакГі — Купідон

## Зовнішні посилання
- Прикордонні бандити на сайті IMDb (англ.)